# Dawuro
Dawuro är en zon i Etiopien.   Den ligger i regionen Southern Nations, i den centrala delen av landet, 290 km sydväst om huvudstaden Addis Abeba.